# Chirițești (okręg Prahova)
Chirițești – wieś w Rumunii, w okręgu Prahova, w gminie Izvoarele. W 2011 roku liczyła 54 mieszkańców.